# Bloodsport (película)
Bloodsport (también conocida como Deporte sangriento,  Contacto sangriento y El gran dragón blanco) es una película estadounidense de acción y artes marciales de 1988, dirigida por Newt Arnold, protagonizada por Jean-Claude Van Damme, Bolo Yeung, Roy Chiao, Donald Gibb y Leah Ayres. La cinta es parte ficción y en parte está basada en la vida del artista marcial estadounidense Frank Dux (hechos que posteriormente han sido puestos en duda). Bloodsport fue la primera cinta de Van Damme como protagonista por la que cobro 25 mil dólares en donde demostró sus habilidades físicas con movimientos como la patada voladora de helicóptero, que más tarde se convertiría en su patada característica, y el split completo. 
Aunque la cinta alcanzó un relativo modesto éxito en la taquilla estadounidense, es considerada una película de culto por los artistas marciales del mundo, debido a que se muestran variados tipos de estilos internacionales de lucha, como kung fu, muay thai, karate y hapkido, entre otros.

## Argumento
Basada en los supuestos eventos de la vida real del canadiense Frank W. Dux (Jean-Claude Van Damme) entre 1975, 1980 y 1981, el cual habría sido entrenado en las artes del Ninjitsu por el Sensei Tanaka aprendiendo técnicas como el Dim Mak propia de las artes chinas, y también el de dominar su energía vital (CHI o KI) y así poder sentir también la de su oponente.
Principalmente para honrar y agradecer el entrenamiento que el maestro le brindó en lugar de su hijo recientemente fallecido, Dux se dirige a Hong Kong para participar en un torneo ilegal de estilo libre de lucha en artes marciales, eliminación directa y ocasionalmente mortal llamado Kumite de full contact, en el cual los mejores exponentes de las Artes Marciales mundiales son clandestinamente invitados cada cinco años.
Después de su llegada a Hong Kong, Dux se encuentra con otro participante estadounidense, Ray Jackson, del cual se convierte en su amigo. Además se involucra con la periodista estadounidense Janice Kent, la cual investiga los secretos detrás del clandestino torneo.
A medida que el torneo avanza, Dux derrota a varios oponentes, entre ellos a un luchador sirio, y un luchador de sumo, avanzando de esta manera al tercer y último día de competición, logrando llegar al enfrentamiento con el actual campeón del torneo, el surcoreano Chong Li (Bolo Yeung), un hombre con la tendencia de lastimar de forma excesiva a sus oponentes, e incluso a veces matarlos en la propia plataforma de combate, y que además mandó a Ray Jackson al hospital después de un combate entre ambos el segundo día del torneo. Incapaz de derrotar a Dux limpiamente, Chong Li saca de entre sus ropas un polvo que ciega a Dux, aunque éste acaba recuperando el control de la pelea sin utilizar su vista. El clímax del enfrentamiento entre ambos llega cuando Dux logra conectarle cuatro espectaculares patadas: la famosa patada helicóptero (marca de sello de Van Damme), patada circular n.º 1, patada de costado n.º 1 (apoyado en el árbitro) y el giro costado saltando, que impacta en el estómago de Chong Li, dejándolo al borde del K.O. y obligándolo a rendirse para así convertirse en el primer occidental que gana tan brutal torneo. La película concluye con Dux regresando a los Estados Unidos, mientras que en la pantalla aparecen datos reales de los récords que aún sostiene el Frank Dux real, entre ellos el de K.O. más veloz.

## Reparto
| Actor                      | Personaje             | Descripción |
| -------------------------- | --------------------- | --- |
| Jean-Claude Van Damme      | Frank W. Dux          | protagonista de la historia, viaja a Hong Kong con el objetivo de ganar el torneo de Kumite para honrar a su maestro Senzo Tanaka. Su estilo de lucha es el karate shotokan.                              |
| Donald Gibb                | Ray Jackson           | un enorme y fuerte luchador estadounidense quien conoce a Dux antes del torneo y se convierte en su gran amigo. Su estilo es una mezcla de lucha libre y lucha callejera.                                 |
| Ken Siu (como Kenneth Siu) | Víctor                | |
| Bolo Yeung                 | Chong Li              | el actual campeón del Kumite. Nunca ha sido vencido y ostenta todos los récords del Kumite, incluido el K.O. más rápido. Es un luchador muy temido debido a su total falta de escrúpulos y su brutalidad. |
| Leah Ayres                 | Janice Kent           | una intrépida periodista que viaja hasta Hong Kong para escribir un artículo sobre el Kumite y que hará todo lo posible para acceder dentro del torneo.                                                   |
| Roy Chiao                  | Senzo Tanaka          | maestro de Dux, a quien enseña todos sus conocimientos de artes marciales. |
| Lily Leung                 | Sra. Tanaka           | |
| Norman Burton              | Helmer                | uno de los agentes enviado por el gobierno estadounidense para traer a Dux de vuelta. |
| Forest Whitaker            | Rawlins               | compañero de Helmer, más agresivo e impulsivo que este. |
| Philip Chan                | Capitán Chen          | jefe de la policía de Hong Kong. Intentara detener a Dux. |
| Nathan Chkueke             | Sen Ling              | luchador chino de kung fu. |
| Michel Qissi               | Suan Paredes          | boxeador brasileño. |
| Cihangir Gaffari           | Gustafson             | |
| Samson Li                  | Budimam Prang         | luchador tailandés de muay thai, es el primer contrincante de Chong Li. |
| Bernard Mariano            | Sadiq Hossein         | |
| Dennis Chiu                | Chuan Ip Mung         | luchador chino de kung fu, uno de los que más lejos llega en el torneo. Asesinado por Chong Li en las finales del torneo.                                                                                 |
| Steve Daw                  | Él mismo              | |
| Paulo Tocha                | Paco                  | un luchador español de muay thai, que logra llegar lejos en el torneo derrotando de forma brutal a sus oponentes.                                                                                         |
| David Ho                   | Pumola                | |
| Ng Yuk Shu                 | Él mismo              | |
| Joao Gamez                 | Joao Gómez / Él mismo | |
| Eric Neff                  | Ricardo Morra         | |
| A.P. George                | Árbitro / Juez        | |

## Recepción
Bloodsport se estrenó el 28 de febrero de 1988 en EE. UU. Fue bien en taquilla, recaudando más frente a los 1,5 y 2,3 que costo hacerla. La película se convirtió en el primer protagónico de Jean-Claude Van Damme y le otorgó reconocimiento internacional, el actor mostró extensamente sus notables capacidades atléticas. En la pantalla son numerosas sus proezas físicas, como la patada voladora giratoria (patada de helicóptero) que marcó su estilo, las veloces patadas reversibles con el talón, y la capacidad de Van Damme para abrir completamente de piernas. 
Los Ángeles Times informa de una taquilla bruta estadounidense de 11,7 millones de dólares contra un presupuesto de 2,3 millones. Según The Chicago Tribune, la película recaudó 50 millones en todo el mundo, incluidos 11 millones en los Estados Unidos y Canadá, convirtiéndola en la película más rentable de 1988 de Cannon Group.
Bloodsport fue lanzado en VHS, vendiendo 150 000 unidades en 1989. Warner Brothers lanzó un DVD de la película en los Estados Unidos el 1 de octubre de 2002 y en Blu-ray en 2010.